# Vodice (gmina Ajdovščina)
Vodice – miejscowość w Słowenii w gminie Ajdovščina.